# 珠海城市職業技術學院
22°08′06″N 113°21′13″E / 22.135048°N 113.353693°E
珠海城市职业技术学院位于中國广东省珠海市金灣區，是由原珠海教育学院、珠海广播电视大学（珠海电大、珠海开放大学）、珠海市高级技工学校、珠海市财贸学校（珠海商学校）于2004年合并而成，主要面向职业教育。目前有全日制高職高專学生3000多人，本科及专科成人学历教育学生7000多人。学校占地面积36万平方米，建筑面积8.8万平方米。

## 院系设置
- 电子信息工程学院
- 机电工程学院
- 航空与海洋工程学院
- 经济管理学院
- 旅游管理学院
- 人文与社会管理学院
- 工业与艺术设计学院
- 国际合作交流学院

## 外部連結
- 珠海城市職業技術學院官方網站